# Henricus Bronsgeest
Henricus (Henri) Bronsgeest (Den Haag, 1842 – Florissant, 1918) was een Nederlands Rooms-katholiek priester die vijftig jaar als missionaris  in de Verenigde Staten heeft gewerkt.
Bronsgeest werd geboren als zoon van de Haagse koopman Leonardus Joannes Cornelius Bronsgeest (Oegstgeest, 1809 – Tilburg, 1895) en Theordora Martina Tetteroo (Stompwijk, 1819 – Tilburg, 1890). Vijf zonen uit het gezin werden priester, waarvan er twee naar Amerika vertrokken, Henri en Martin. In 1889 mochten beide ouders hun gouden bruiloft vieren, maar zonder deze twee.
Henri Bronsgeest volgde zijn theologische studie op Haarendael, het grootseminarie van Den Bosch, in Haaren. Dit seminarie, opgericht in 1839, werd bestierd door de jezuïeten en Bronsgeest zou zich dan ook voegen in deze orde, die in 1833 door Rome de missie in de Verenigde Staten had toebedeeld gekregen. 
Na zijn priesterwijding werd Bronsgeest 'gerecruteerd' door Arnold Damen, de beroemde missionaris uit Etten, die kort in Brabant op bezoek was om jongelingen te werven ter uitbreiding van de katholieke kerk in de VS. Zijn voorstelling om onder de 'Indianen' te mogen gaan werken sprak veel theologiestudenten aan. De kerstening van deze zogenaamde edele wilden zou in praktijk echter snel plaats gaan maken voor een andere taak, te weten het katholiek maken van de vele immigranten die het met het christelijk geloof niet zo nauw namen.
Op 11 oktober 1868 vertrok Bronsgeest vanuit Tilburg per trein naar Antwerpen en Oostende en vervolgens naar Dover, vanwaaruit de oceaan werd overgestoken met als eindbestemming Saint Louis in de staat Missouri. Het reisgezelschap bestond uit twee veteranen en vier recruten: pater Damen (al dertig jaar in Amerika), pater Van Goch uit Den Bosch (12 jaar in Amerika) en de recruten van het seminarie; naast Bronsgeest nog Joannes Elzen uit Wamel, Victor van der Putten uit Dennenburg en Martinus Canters uit Oisterwijk.
Later zou Henri's jongere broer Martinus Bronsgeest (Tilburg, 1857 – Omaha, 1938) dezelfde reis gaan maken. 
In Florissant (Missouri) was het jezuïetenhoofdkwartier gevestigd, het Saint-Stanislaus-seminarie. Daar werden de missionarissen voorbereid, op diverse missies gestuurd en weer opgevangen, indien nodig. 
Henri Bronsgeest werkte zoals veel van zijn collega's jarenlang als rondreizend prediker. In 1879 werd hij door zijn meerderen in de stad Chicago (Illinois) aan het werk gezet, waar hij zes jaar pastoor was in de Heilige Familiekerk. Daarna werd hij overgeplaatst naar Saint Louis, waar hij nog eens vijfentwintig jaar pastoraal werk verrichtte. Reeds met pensioen overleed Bronsgeest op 76-jarige leeftijd te Florissant in 1918.